# فريدريك د. غاردنر
فريدريك د. غاردنر (بالإنجليزية: Frederick D. Gardner)‏ هو سياسي أمريكي، ولد في 6 نوفمبر 1869 في الولايات المتحدة، وتوفي في 18 ديسمبر 1933 في نفس البلد. حزبياً، نشط في الحزب الديمقراطي. وقد انتخب حاكم ميسوري ‏ (8 يناير 1917 – 10 يناير 1921).